# 北極龍屬
北極龍屬（學名：Arctosaurus）是種已滅絕爬行動物，生活於三疊纪晚期的加拿大。北極龍的化石只有一節頸椎，由於發現此化石的地方是在加拿大努那福特的Cameron島，位於北極圈之內，所以其屬名的意思為「北極蜥蜴」。
北極龍最初的分類未定，曾被歸類於蜥腳形亞目、獸腳亞目。近年的研究發現，北極龍與獸腳亞目的相似處，可在其他三疊紀晚期的爬行動物上找到，最多只能確定北極龍屬於主龍形類。其他的研究人員則提出北極龍屬於三稜龍目。

## 外部連結
- Arctosaurus in The Dinosaur Encyclopaedia（页面存档备份，存于） at Dino Russ's Lair